# 本杰明·阿普索普·古尔德
本杰明·阿普索普·古尔德（Benjamin Apthorp Gould，1824年9月27日—1896年11月26日）是美国天文学的先驱者之一。主要贡献有：发现了古爾德帶，为南半球星空的恒星修订了古德命名法，创办了《天文期刊》以及阿根廷国家气象局等。

## 生平
古尔德生于美国麻省波士顿，与其父同名，母亲名叫卢克丽霞·达纳·戈达德，是四个孩子中的最长者。少年时就读于波士顿拉丁学校，1844年毕业于哈佛学院，之后在德国哥廷根跟随C. F. 高斯学习天文学，此间发表了20篇左右关于观测彗星和小行星运动的文献。他是美国历史上第一位获得天文学博士学位的人。在欧洲游历期间向众学者寻求开启美国天文学专业研究的建议，得到回复之一就是效仿当时最著名的天文学刊物《天文學通報》，在美国创建一本期刊，这就是后来的《天文期刊》。
1848年，古尔德返回美国，并在1852至1867年间任职于美国国家大地测量局进行经度测量方面的工作。期间引入新的技术，包括使用无线电进行经纬测量。他还参与了美国与欧洲之间的大西洋电缆的规划工作。
1851年，古尔德建议按照小行星的发现顺序对小行星进行编号，并将此编号放在一个圆盘（圆圈）中，作为小行星的通用符号。同年，他当选为美国哲学会成员。
古尔德创办的《天文期刊》于1849年开始出版，1861年因南北战争而停办，在其努力下又于1885年复刊，直至今日。1855至1859年，古尔德任纽约达德利天文台台长，并于1859年出版了关于拱极星的位置和运动的讨论，后被用作美国国家大地测量局的标准。1861年，他整理出版了大量美国海军天文台自1850年以来的观测记录。
1868年，古尔德代表阿根廷政府在科尔多瓦组织建设阿根廷国家天文台（今日的科尔多瓦大学的科尔多瓦天文台），并成为首任台长。在那里，他与四位助手对南半球星空进行了大量观测工作，并为天文观测引入了光学照相技术。1884年做了1882年大彗星的最后一次观测记录。由于观测的天气要求，古尔德与其阿根廷同事设立了南美洲第一个气象服务系统。
1883年，古尔德获得英国皇家天文学会金质奖章。1885年，他从阿根廷返回美国。1887年获得首届詹姆斯·克雷格·沃森奖。1896年，古尔德逝世于马萨诸塞州剑桥，得年72岁。

### 阿根廷测天图
1874年，古尔德完成了其一生最受称颂的工作之一《阿根廷测天图》，其后于1879年出版，并于1883年获得英國皇家天文學會颁发的金质奖章。此作提出并使用了古德命名法，对应于北半球可见恒星的佛蘭斯蒂德命名法，至1884年，阿根廷测天图中包含了南半球可见的100度天区内73,160颗恒星。古德命名法标注的恒星的观测记录更新至20世纪末，并在www.uranometriaargentina.com/上可见。